# Большая Шия
Большая Шия — село в Мамадышском районе Татарстана. Входит в состав Куюк-Ерыксинского сельского поселения.

## География
Находится в северной части Татарстана на расстоянии приблизительно 17 км на север по прямой от районного центра города Мамадыш.

## История
Основано в XVIII веке. Упоминалось также как Старая Шия. 

## Население
Постоянных жителей было: в 1782 году- 152 души мужского пола, в 1859—417, в 1897—561, в 1908—688, в 1920—537, в 1926—344, в 1938—480, в 1949—322, в 1958—391, в 1970—415, в 1979—384, в 1989—302, в 2002 году 311 (мари 93 %), в 2010 году 296.